# Phalloceros alessandrae
Phalloceros alessandrae är en fiskart som beskrevs av Paulo Henrique Franco Lucinda 2008. Phalloceros alessandrae ingår i släktet Phalloceros och familjen Poeciliidae. Inga underarter finns listade i Catalogue of Life.